# Château de Masclat
Le château de Masclat est un château situé à Masclat, en France.

## Localisation
Le château est situé sur la commune de Masclat, dans le département français du Lot.

## Historique
La vicomté de Carlux qui comptait 19 paroisses, dont Masclat, le hameau de Mareuil (dans la commune de Le Roc), Saint-Julien-de-Lampon, Sainte-Mondane sur la rive gauche de la Dordogne. Les vicomtes de Turenne deviennent les seigneurs de la vicomté de Carlux en 1251. La paroisse de Masclat est citée en 1309 dans un acte de l'évêque de Cahors Raymond de Pauchel comme possession du chapitre de l'église Notre-Dame-de-l'Assomption du Vigan.
La seigneurie appartenait aux Cardaillac au XIIIe siècle qui ont dû construire la tour de la partie centrale du bâtiment principal, peut-être le corps de logis et la seconde tour qui ont été ajoutés au nord-est.
La seigneurie est ensuite passée par mariage aux Thémines, puis aux Ithier (ou Ichier) de Concorès. Elle a été occupée par les Anglais de 1355 à 1362. En 1370, Bertrande, fille d'Ithier de Concorès, seigneur de Masclat, s'est mariée avec Pierre de Masclat. Devenue veuve, elle se remarie avec Hugues de Lopdat. Elle fait son testament en 1397 en léguant à son mari Masclat et la borie de Pech Rigal à Saint-Clair.
Jacques de Pons, mécontent de l'augmentation des pouvoirs du roi Charles VII, participe à la praguerie des grands seigneurs avec le Dauphin, futur Louis XI, en 1440. La praguerie est écrasée par les armées du roi. En 1444, la vicomté de Carlux est donnée par le roi à Pierre de Brézé, sénéchal de Normandie. Jacques de Pons est condamné à l'exil par le parlement de Paris. À la mort de son père, en 1461, Louis XI gracie Jacques de Pons et lui rend tous ses biens.
Peyronne de Lopdat, dame de Masclat, a rendu hommage à Pierre de Brézé en 1452. Elle s'est mariée avec Fréno d'Auriole, bourgeois de Cahors possédant plusieurs seigneuries. Elle a dû mourir peu avant 1466. De ce mariage sont nés deux enfants, coseigneurs pour la moitié de Masclat :
- Jean d'Auriole, coseigneur de Masclat et de Montcalou, évêque de Montauban entre 1492 et 1518,
- Delphine d'Auriole, mariée à Jean de Blanchefort, en 1468.

En 1463, la sœur de Peyronne de Lopdat, Sébélic (ou Sybille) de Lopdat, coseigneur pour la moitié de Masclat, s'est mariée en secondes noces avec Jean de Vervaix. En premières noces, elle avait épousé N. de Lagarde dont elle a eu un fils cité en 1466. Dans un acte daté du 25 janvier 1457, Jean de Vervaix est dit seigneur de Masclat et de Montcalou. En 1463, il est en procès contre Guy de Pons, vicomte de Carlux. Il rend hommage le 29 août 1465 à Guy de Pons, vicomte de Turenne, pour le château et la châtellenie. 
En 1480, Jean de Vervaix fait donation à ses trois fils, Adhémar, Guy et Jean, des biens qu'il avait acquis dans les paroisses de Cazals, Marminhac, Salviac et Dégagnac, et la paroisse de Masclat. 
En 1504, Jean d'Auriole, évêque de Montauban, dénombre pour un quart, Jean de Blanchefort pour un autre quart, et son cousin, Jean de Vervaix, dit de Masclat, pour la moitié.
En 1516-1517, Jean de Vervaix, seigneur de Masclat, a alors 66 ans, et a fait avec ses deux frères, Adhémar et Guy, la campagne de Naples.
À la fin du XVe siècle, ou au début du XVIe siècle, ont été construits les deux ailes du corps principal, flanquées de deux tours rondes aux angles, et la tour d'escalier. Ces constructions sont peut-être réalisées par Jean de Vervaix.
François de Vervaix, fils de Jean de Vervaix et de Françoise de Machat de la Méchaussée, seigneur de Masclat et de Moncalou, s'est marié en 1557 avec Françoise du Pouget, fille de François du Pouget, seigneur de Nadaillac et de Roges, et d'Hélis de Commarque, fille de Jean de Commarque, seigneur de Laussel. François de Vervaix, devenu protestant, s'est emparé du château de Nabirat en 1577 et parcouru le nord du Quercy en ruinant des églises et des châteaux. Le château de Nabirat est repris peu après par Charles de Beaumont, seigneur de Nabirat et de Saint-Aubin, marié à Antoinette du Pouget. 
En 1559, Françoise de Blanchefort, fille du coseigneur de Masclat, a épousé Antoine de Fontanges du Chambon. Leur fils Pierre, capitaine à Souillac, s'est marié en 1595 à Isabeau de Lagarde de Saignes. Leur fils, Gabriel Aldon de Fontanges, coseigneur de Masclat, Blanchefort et La Borie, marié à Anne de Mirandol, demande à être inhumé dans l'église de Masclat dans son testament de 1674. Il a partagé ses biens entre ses fils Barthélemy de Fontanges et Jean-François de Fontanges, et fait des dons à ses trois filles. Jean-François, marquis de Fontanges, s'est marié à Marie de Montal, fille de Marie de Lalbertie, de Lamothe-Cassel. Il a eu une fille, Marie de Fontanges, reçue à Saint-Cyr en 1706, et un fils, Jean-Pierre, marquis de Fontanges, colonel d'infanterie, marié à Anne de Fontaines, dame d'honneur de la princesse de Conti.
Samuel de Vervaix, protestant, coseigneur de Masclat, Montcalou et Laval (près de Reilhaguet), s'est marié avec Françoise de Beaupoil, fille de Germain de Beaupoil, baron de Saint-Aulaire, et de Judith de Carbonnières. Son fils, Antoine de Vervaix, coseigneur de Masclat, a épousé en 1635 Angélique de Beaumont, fille de Laurent-Philibert de Beaumont, seigneur de Payrac, et de Catherine de Touchebœuf-Clermont. 
En 1645, la seigneurie de Masclat est partagée entre deux coseigneurs : Antoine de Vervaix et Gabriel Aldon de Fontanges. Le château appartient aux Vervaix. Laurent de Vervaix a été le dernier seigneur de ce nom à Masclat. Il est seigneur de Masclat et de la Gleyolle. Il signe Lagleyolle dans un acte de 1669. Il s'est marié avec Claude-Simone de Lostanges. On constate que d'après les dénombrements, la population a diminué au XVIIIe siècle. Il est donc possible qu'une partie de la population ait été protestante comme Samuel de Vervaix et ait quitté Masclat après la révocation de l'édit de Nantes en 1685.
Louis Ange de Vervaix (mort en 1718) s'est marié avec Jeanne Landon de Sauvat, née en 1691, décédée à Masclat le 26 février 1766, seigneuresse de Masclat. Elle s'est mariée en secondes noces en 1725 avec Jacques de Lantron de Saint-Hubert. Ils ont eu un fils, Gabriel, né en 1728, et deux filles, Magdeleine Thérèse, née en 1729, et Jeanne Joséphine, née en 1730, mariée en 1752 à Étienne Alexandre de La Porte, baron de Larnagol.
En 1723, Jean Coustin de Bourzolles, comte de Carlux et sieur de Berbiguières, doit régler des frais de succession importants qui ont entraîné la saisie des terres et seigneuries de Carlux, Berbiguières, Bourzolles et Beaurepos et la vente pour 70 800 livres de la terre et vicomté de Carlux à Marie-Françoise de Bournonville (1656-1748), veuve d'Anne-Jules de Noailles, duc, pair et maréchal de France. Le procès-verbal de prise de possession, en date du 17 juin 1726, de la terre et seigneurie de Carlux pour la duchesse de Noailles Adrien Maurice de Noailles. Jacques de Lantron de Saint-Hubert a refusé de rendre hommage pour Masclat au duc de Noailles.
Deux dépendances ont été construites, une au XVIIe siècle, l'autre au XIXe siècle.
À la veille de la Révolution, Magdeleine Thérèse de Lantron de Saint-Hubert, mariée en 1748 à Jean de Corneilhan, vicomte de Corneilhan, est seigneuresse foncière et directe de Masclat et habite à Villefranche-de-Rouergue.
Les tours ont été tronquées à la hauteur des combles.
Dans la seconde moitié du XIXe siècle, le château de Masclat appartient à Gabriel Casimir Jules de Nattes de Villecomtal, petit-fils de Madame de Corneilhan. Il doit vendre aux enchères le château de Masclat en mai et juin 1859 pour rembourser une dette. Le château est déjà déclaré fort délabré dans une lettre de 1837. Le château est alors occupé par Me Manié, curé de Masclat. À la vente du 14 juin 1859, le château et son domaine est acquis pour 14 000 francs par François Planchou, maire de Masclat. Le château est ensuite passé à la famille Pebeyre alliée à la famille Planchou. Le château qui n'était plus habitable a alors été restauré.
L'édifice est inscrit au titre des monuments historiques le 16 mai 2007.